# Албин Екдал
Албин Екдал (на шведски: Albin Ekdal), роден на 28 юли, 1989 г. в квартал Брома на Стокхолм, е шведски футболист.
През сезон 2009/2010 играе като атакуващ халф за Сиена като преотстъпен от клуба си, а през август 2010 г. преминава в Болоня след като закупуват 50% от правата му.